# Бернд I фон Арним
Бернд I фон Арним ’Стари’ (на немски: Bernd I. der Alte von Arnim; * пр. 1488; † 4 декември 1534) е благородник от род Арним в Бранденбург, господар в Герзвалде, Бизентал, Ямиков и Кумеров в Бранденбург, споменат в документи от 1488 г.
Той е син на съветника и фогт Хенинг II фон Арним ’Стари’ († 1490), господар в Герзвалде, Кумеров, Ямиков и Бизентал, и съпругата му Маргарета фон Хан (* ок. 1412), дъщеря на Хенеке I фон Хан († 1431) и фон Леветцов. Внук е на Вилке I фон Арним († 1439). Брат е на Хенинг III фон Арним ’Млади’ († 1500), хауптман на Укермарк, светник на Курфюрство Бранденбург, женен за Анна фон Бредов-Кремен († 1515).
През 1426 г. дядо му Вилке и братята му са господари на замък Бизентал, фамилията го задържа до 1577 г. През 1463 г. господарите фон Арним получават замъка и господството Герзвалде, който е почти разрушен през 1637 г. през тридесетгодишната война.

## Фамилия
Бернд I фон Арним ’Стари’ се жени 1502 г. за Анна фон Бредов (* 1482), дъщеря на Бертрам фон Бредов и Барбара фон Валдов. Те имат пет деца:
- Якоб IV фон Арним ’Стари’ (* 1503; † 9 март 1574), женен на 21 март 1541 г. за София фон Бюлов († 21 март 1574), дъщеря на тайния съветник на Мекленбург Стефан фон Бюлов († пр. 1555) и Маргарета фон Алефелт; имат 4 деца
- Хенинг V фон Арним ’Стари’ (* пр. 1513; † 1595), женен за Маргарета фон Малтцан; имат син
- Отилия фон Арним († 25 юни 1576), омъжена на 29 юли 1538 г. във Волгаст за Йобст I фон Девитц (* 1491; † 20 февруари 1542, Волгаст, Фридеберг), от 1532 г. хауптман на дворец Волгаст, близък с херцозите на Померания
- Барбара фон Арним, омъжена I. на 29 февруари 1540 г. за Йост фон Берен, II. 1561 г. за Йохан фон Мьордер († сл. 1575)
- Франц II фон Арним (* 1513; † 23 февруари 1587), господар в Бизентал, Льоме и на част от Герзвалде, женен пр. 1576 г. за Анна фон Рор († 1590); имат син и дъщеря